# Comtat de Real

Escut del municipi de Real situat a La Ribera Alta (País Valencià)

El Comtat de Real és un títol nobiliari espanyol creat el 12 de maig de 1599 pel rei Felip III a favor de Lluís Peres Sabata de Calataiud i Serra de Pallars, senyor de Pedralba i de Beniatjar, virrey de Sardenya.
Aquest títol es va crear originalment amb la denominació de "comtat de Raal", però va ser substituït posteriorment per la denominació de "comtat del Real". Actualment, es prefereix la denominació "Comtat de Real", per coherència amb el municipi valencià de Real (La Ribera Alta) al qual es refereix el títol, el mateix municipi que abans del 2009 era Real de Montroi.
Se li va concedir la Grandesa d'Espanya el 24 de desembre de 1859 al novè comte José Azlor d'Aragó i Fernández de Còrdova, (anomenat Zapata de Calatayud), senador del Regne.

## Comtes del Real
| Número                | Titulars                                                    | Anys                  |
| Creació per Felip III | Creació per Felip III                                       | Creació per Felip III |
| --------------------- | ----------------------------------------------------------- | --------------------- |
| I                     | Lluís Peres Sabata de Calataiud i Serra de Pallars          | 1599-1615             |
| II                    | Isabel Sánchez Zapata de Calatayud y Bou                    | 1615-1643             |
| III                   | Ximén Pérez de Calatayud y Calatayud                        | 1643-1674             |
| IV                    | Ximén Pérez de Calatayud y Mateu                            | 1674-1682             |
| V                     | Ximén Pérez Zapata de Calatayud y Chaves                    | 1682-1743             |
| VI                    | Francisco de Paula Zapata de Calatayud y Fernández de Híjar | 1743-1754             |
| VII                   | Vicente Pascual Zapata de Calatayud y Ferrer de Próxita     | 1754-1766             |
| VIII                  | Juan Pablo de Azlor y Zapata de Calatayud                   | 1766-1790             |
| IX                    | Víctor Amadeo de Aragón-Azlor y Pignatelli                  | 1790-1792             |
| X                     | José Antonio de Aragón-Azlor y Pignatelli de Aragón         | 1792-1852             |
| XI                    | José Antonio de Azlor de Aragón y Fernández de Córdoba      | 1852-1893             |
| XII                   | Francisco Javier de Azlor de Aragón e Idiáquez              | 1893-1919             |
| XIII                  | Francisco Javier de Azlor de Aragón y Hurtado de Zaldívar   | 1919-1957             |
| XIV                   | Juan Antonio de Azor de Aragón y Hurtado de Zaldívar        | 1957-1960             |
| XV                    | María del Pilar Azlor de Aragón y Guillamas                 | 1962-1982             |
| XVI                   | Luis Urzaiz y Azlor de Aragón                               | 1982-actual titular   |

## Història dels Comtes del Real
- Lluís Pérez de Calatayud i Serra de Pallás (abans Pere Sánchez de Calatayud) (nascut el 1562, mort el 1615), I comte de Real, XIV senyor de Real, Montserrat, Pedralba, Bugarra, Beniatjar, el Ràfol de Salem, Salem i castell de Carbonera.[3]

1. Va casar amb Marina Bou i Català de Valeriola, senyora de la baronia de Millars i el seu castell, i de la Vall d'Alcalá. Li va succeir la seva filla:

- Isabel Sánchez Zapata de Calatayud (morta el 1643), II comtessa de Real.

1. Va casar amb Luis de Calatayud y Zanoguera, IX senyor del Provencio i Catarroja. Li va succeir el seu fill:

- Ximén Pérez de Calatayud (mort el 1674), III comte de Real, II comte de Villamonte.

1. Va casar amb Ana Maria Matheu i Boil.
2. Va casar amb Agustina Enríquez de Villalobos. Li va succeir, del seu primer matrimoni, el seu fill:

- Ximen Pérez de Calatayud (mort l'any 1682), IV comte de Real, III comte de Villamonte.

1. Va casar amb Francisca Ladrón.
2. Va casar amb Teresa de Palafox.
3. Va casar amb Inés María de Chaves y Mendoza. Li va succeir, del seu tercer matrimoni, el seu fill:

- Ximen Pérez Zapata de Calatayud, V comte de Real (mort el 1743), IV comte de Villamonte, V comte de Sinarques, vescomte de Xelva.

1. Va casar amb Francisca Fernández de Híjar.
2. Va casar amb Inés María Ferrer de Próxita y Calatayud, la seva neboda. Li va succeir, del seu primer matrimoni:

- Francisco de Paula Zapata de Calataiud, VI comte de Real (mort el 1754), duc de Lécera, duc de la Palata, príncep de Massalubrense, marquès de Cábrega.
- # Va casar amb Joaquina Fernández de Heredia y Eguaras.
- # Va casar amb Joaquina Fernández de Heredia y Calatayud, la seva neboda. Sense descendents. Li va succeir el seu mig germà, fill del segon matrimoni del seu pare:
- Vicente Pascual de Calatayud, VII comte de Real (mort el 1766), comte d'Almenara. Solter, sense descendents. Li va succeir un fill de la seva germana Inés Zapata de Calatayud y Fernández de Híjar que havia casat amb Juan José de Azlor y Urríes, III comte de Guara, per punt el seu nebot:

- Juan Pablo de Aragón-Azlor (abans Juan Pablo de Azlor y Zapata de Calatayud), (1730-1790), VIII comte de Real, VI duc de la Palata, VI príncep di Massalubrense, XI duc de Villahermosa, (es va intitular, VIII duc de Lluna), VIII comte de Lluna, IV marquès de Cábrega, IV comte de Guara, IX comte de Sinarques, vescomte de Xelva, vescomte de Villanova.

1. Va casar amb María Manuela Pignatelli de Aragón y Gonzaga, filla de Joaquín Atanasio Pignatelli de Aragó, V marquès de Mora, V marquès de Coscojuela de Fantova, XVI comte de Fuentes, VIII comte de Castillo de Centelles, i de María Luisa Gonzaga y Caracciolo, II duquessa de Solferino. Li va succeir el seu fill:

- Víctor Amadeo de Aragón-Azlor y Pignatelli (1779-1792), IX comte de Real, VII duc de la Palata, VII príncep di Massalubrense, XII duc de Villahermosa, IX comte de Lluna, V marquès de Cábrega, V comte de Guara, X comte de Sinarques, vescomte de Xelva, vescomte de Villanova. Sense descendents. Li va succeir el seu germà:

- José Antonio de Aragón-Azlor y Pignatelli de Aragón (1785-1852), X comte de Real, VIII duc de la Palata, VII príncep di Massalubrense, XIII duc de Villahermosa, VI marquès de Cábrega, X comte de Lluna, VI comte de Guara, XI comte de Sinarques, vescomte de Xelva, vescomte de Villanova, I comte de Moita, a Portugal.

1. Va casar amb María del Carmen Fernández de Córdoba y Pacheco, filla de Manuel Antonio Fernández de Córdoba y Pimentel, marquès de Povar, VIII marquès de Malpica, VIII marquès de Mancera, comte de Melgar, comte de Gondomar, i de María del Carmen Pacheco y Téllez-Girón, V duquessa de Arión. Li va succeir el seu fill:

- José Antonio de Azlor de Aragón y Fernández de Córdoba (1816-1893), XI comte de Real.

1. Va casar amb María de la Concepción de Idiáquez de Corral y Carvajal, vescomtessa de Zolina.
2. Va casar amb María de les Marcillas González de Castejón y Gómez de la Serna, I marquesa de Berna. Li va succeir, del seu primer matrimoni, el seu fill:

- Francisco Javier de Azlor de Aragón e Idiáquez (1842-1919), XII comte de Real, VI duc de Granada de Ega, XII marquès de Corts, VII marquès de Valdetorres, IX comte de Javier, vescomte de Zolina, XVI vescomte de Murúzabal d'Andión, XVI duc de Villahermosa, XIII comte de Lluna, IX comte de Guara, XII comte de Sinarques, XXV vescomte de Villanova, i vescomte de Xelva.

1. Va casar amb Isabel María Hurtado de Zaldívar y Heredia, filla de José Manuel Hurtado de Zaldívar y Fernández de Villavicencio, IV comte de Zaldívar, vescomte de Portocarrero i marquès de la Vilavella. Li va succeir el seu fill:

- Francisco Javier de Azzlor de Aragón y Hurtado de Zaldívar (1876-1957), XIII comte de Real. Li va succeir el seu germà:

- José Antonio Azlor de Aragó y Hurtado de Zaldívar (1873-1960), XIV comte de Real, XVII duc de Villahermosa, VII duc de Granada de Ega, II duc de Lluna, XIII marquès de Corts, X marquès de Cábrega, VIII marquès de Valdetorres, XIV comte de Lluna, X comte de Javier, X comte de Guara, XVII vescomte de Zolina, XVIII vescomte de Murúzabal de Andión i marquès de Narros, Gentilhombre Gran d'Espanya amb exercici i servitud del Rei Alfonso XIII.

1. Va casar amb María Isabel Guillamas y Caro, XI marquesa de Sant Felices, (VII/VIII) comtessa de Molina i comtessa de Villalcázar de Sirga. Li va succeir la seva filla:

- María del Pilar Azlor de Aragón y Guillamas (1908-1996), XV comtessa de Real, XVIII duquessa de Villahermosa, III duquessa de Lluna, XI duquessa de la Palata, XIV marquesa de Corts, XI marquesa de Cábrega, IX marquesa de Valdetorres, XV comtessa de Lluna, XI comtessa de Javier, XI comtessa de Guara, XIX vescomtessa de Murúzabal d'Andión, vescomtessa de Zolina.

1. Va casar amb Mariano de Urzáiz Silva Salazar y Carvajal, XII comte del Port. Li va succeir el seu fill:

- Luis Urzáiz y Azlor de Aragón (nascut el 1943), XVI comte de Real.